# Bishalgarh
Bishalgarh es un pueblo y nagar Panchayat situado en el distrito de Tripura occidental en el estado de Tripura (India). Su población es de 21085 habitantes (2011). Se encuentra a 20 km de Agartala, la capital del estado.

## Demografía
Según el censo de 2011 la población de Bishalgarh era de 21085 habitantes, de los cuales 10640 eran hombres y 10445 eran mujeres. Bishalgarh tiene una tasa media de alfabetización del 94,38%, superior a la media estatal del 87,22%: la alfabetización masculina es del 96,56%, y la alfabetización femenina del 92,13%.